# Manfred Rebhandl

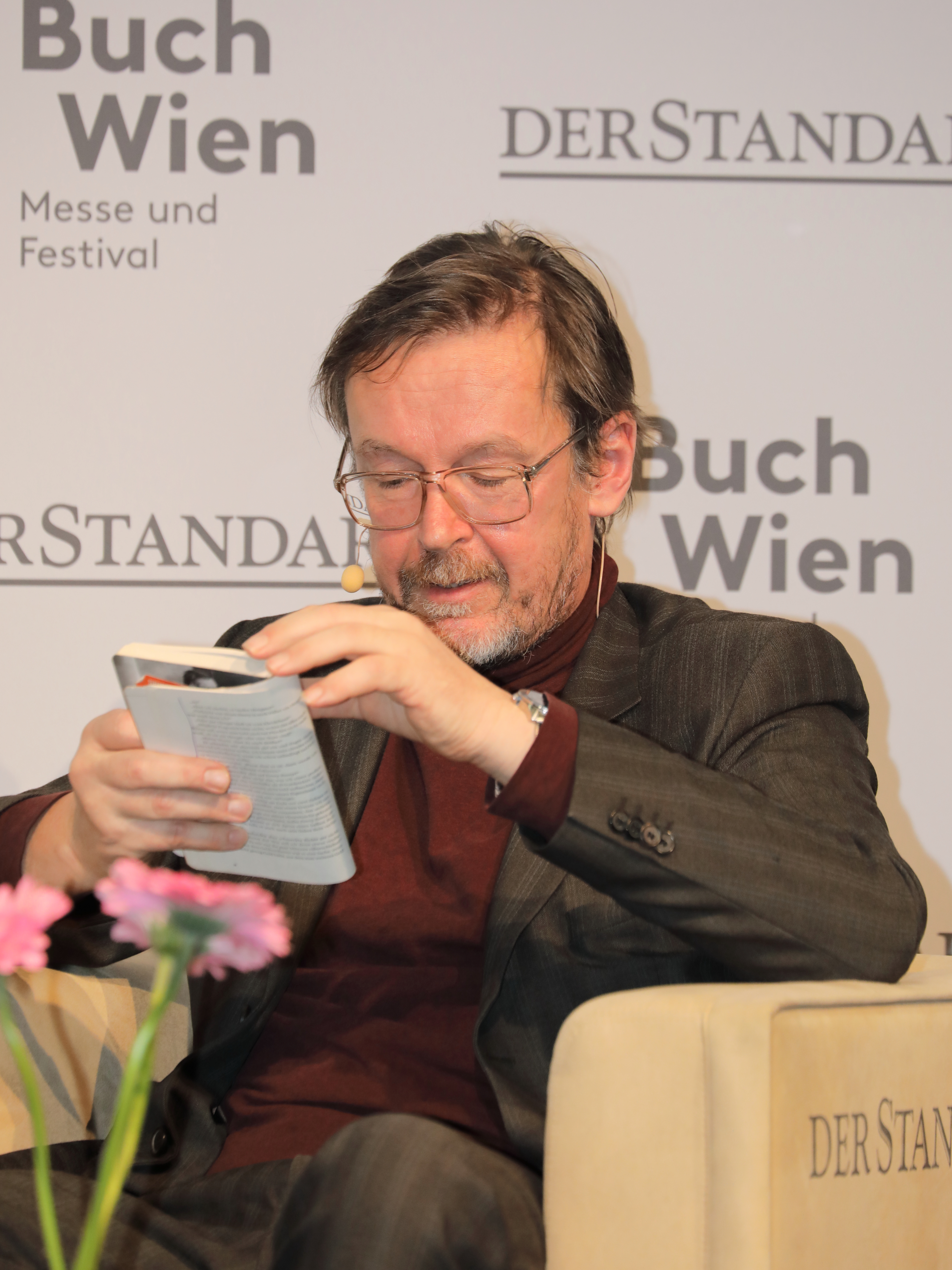
Manfred Rebhandl

Manfred Rebhandl (geboren 1966 in Windischgarsten) ist ein österreichischer Autor von Kriminalromanen und Zeitungsreporter.

## Leben
Manfred Rebhandl wuchs in Oberösterreich auf und machte die HAK-Matura in Liezen. Nach dem Zivildienst bei der Lebenshilfe studierte er Soziologie und Komparatistik, jobbte und brach das Studium ab.  Ab 1995 schrieb er vier Drehbücher, darunter die Folge Abgründe des ORF für die Krimiserie Polizeiruf 110.
Sein erster Kriminalroman erschien 2005, dieser und die folgenden drei waren in Rebhandls ländlicher Heimat angesiedelt. Seit 2012 ist Rock Rockenschaub aus dem Milieu Ottakrings  Rebhandls Protagonist.
2012 erhielt Rebhandl für Das Schwert des Ostens den Leo-Perutz-Preis. Neben seiner belletristischen Tätigkeit schreibt er als Reporter für Die Welt.
Rebhandl hat eine Tochter. Der Journalist Bert Rebhandl ist sein Bruder.

## Werke (Auswahl)
Biermösel-Krimis
- Lebensabende und Blutbäder. Ein Biermösel-Krimi. Wien: Czernin, 2005
- Löcher, noch und nöcher. Noch ein Biermösel-Krimi. Wien: Czernin, 2006
- Scheiß dich nicht an - Lebe!: Der dritte Biermösel-Krimi. Wien: Czernin, 2007
- 56,3° im Schatten: Der vierte Biermösel-Krimi. Wien: Czernin, 2008

Rockenschaub-Krimis
- Das Schwert des Ostens. Wien: Czernin, 2012
- Dürre Beweise. Wien: Czernin, 2012
- In der Hölle ist für alle Platz. Wien: Czernin, 2013
- Töpfern auf Kreta. Wien: Czernin, 2015
- Sommer ohne Horst: Rockenschaub löst auf alle Fälle alle Fälle. Krimi, Haymon-Verlag, Innsbruck 2020, ISBN 978-3-7099-7929-7
- Erster Mai: Rock Rockenschaub löst auf alle Fälle alle Fälle. Krimi, Haymon-Verlag, Innsbruck 2022, ISBN 978-3-7099-7946-4
- Hundert Kilo Einsamkeit: Rock Rockenschaub löst auf alle Fälle alle Fälle. Krimi, Haymon-Verlag, Innsbruck 2024, ISBN 978-3-7099-7973-0

Kitty-Muhr-Krimis
- Der König der Schweine: Ein Kitty-Muhr-Krimi  Innsbruck: Haymon, 2016
- Heiß ist die Liebe, kalt ist der Tod: Ein Kitty-Muhr-Krimi, Haymon-Verlag, Innsbruck 2017, ISBN 978-3-7099-7890-0